# Tomasa de la Quintana
Tomasa Francisca de la Quintana y Aoiz (Buenos Aires, c. 1766 - ib., 1841) fue una patriota argentina que actuó en la sociedad porteña al servicio de la revolución de Mayo y en los primeros años del movimiento emancipador. Es considerada una de las Patricias Argentinas.

## Biografía
Tomasa Francisca de la Quintana nació el año 1766 en la ciudad de Buenos Aires. 
Era hija del brigadier José Ignacio de la Quintana y de Petronila de Aoiz y Larrazábal Avellaneda, y por tanto hermana de Hilarión de la Quintana, combatiente contra las Invasiones Inglesas al Río de la Plata y guerrero de la independencia.
El 14 de junio de 1788 se casó en la ciudad de Buenos Aires con el comerciante Antonio José de Escalada, uno de los principales vecinos de la capital virreinal.

### Sociedad Patriótica
En junio de 1811 partieron a los Estados Unidos Diego Saavedra, hijo del presidente de la Junta Grande Cornelio Saavedra, y Juan Pedro Aguirre con la misión de adquirir armamentos y municiones en ese país.
Los comisionados cerraron a comienzos de 1812 un contrato para la compra de 1000 fusiles y 350000 piedras de chispa con la firma Miller&Wambor.
El 13 de mayo arribaron los comisionados y los pertrechos al puerto de Ensenada de Barragan a bordo del buque de bandera estadounidense Liberty y el 19 de mayo echaban ancla frente al puerto de Buenos Aires. 
Habiéndose difundido entre la población la llegada al puerto de Buenos Aires del buque y el rumor de que la situación económica del gobierno revolucionario dificultaba su compra, el 30 de mayo de 1812 se reunieron en casa de Tomasa de la Quintana catorce damas de la sociedad porteña.

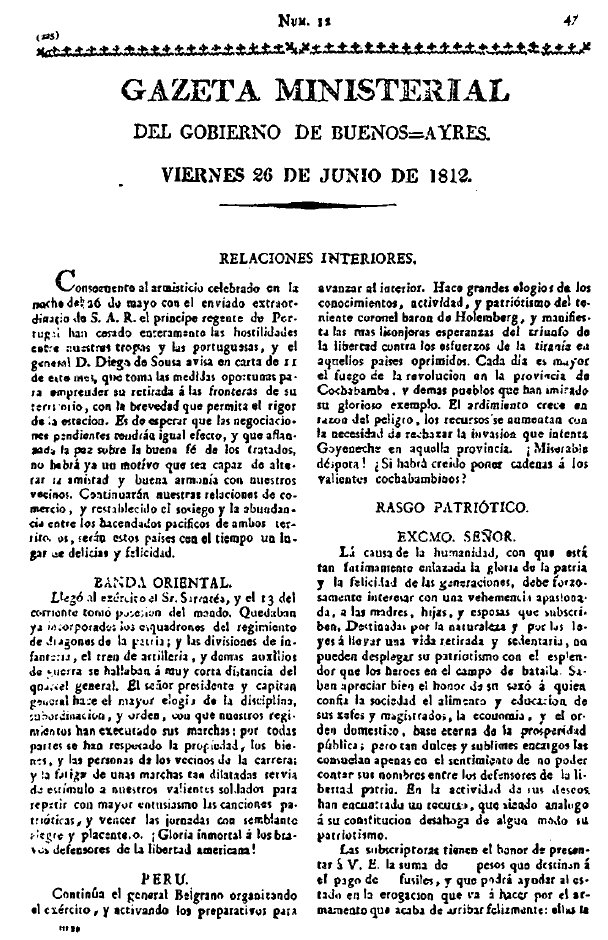
Publicación de la suscripción en la Gazeta

Las patricias que serían conocidas como Sociedad Patriótica, donaron el importe de 13 fusiles y dos onzas de oro para que cuando "el alborozo público lleve hasta el seno de sus familias la nueva de una victoria, podrán decir en la exaltación de su entusiasmo: Yo armé el brazo de este valiente que aseguró su gloria y nuestra libertad", en las palabras de su presentación, redactada por Bernardo de Monteagudo.
Las patricias solicitaron que cada uno de los fusiles adquiridos con su aporte llevaran el nombre de la donante para que "si el amor de la patria deja algún vacío en el corazón de los guerreros, la consideración al sexo será un nuevo estímulo que les obligue á sostener en su arma una prenda del afecto de sus compatriotas cuyo honor y libertad defienden. Entonces tendrá un derecho para reconvenir al cobarde que con las armas abandonó su nombre en el campo enemigo, y coronarán con sus manos al joven que presentando en ellas el instrumento de la victoria dé una prueba de su gloriosa valentía".
Las damas que se suscribieron fueron, donando un fusil Tomasa de la Quintana, sus hijas María de los Remedios de Escalada y María de las Nieves de Escalada, su prima hermana María de la Quintana, su hijastra María Eugenia de Escalada de Demaría, Ramona Esquivel y Aldao, Mariquita Sánchez de Thompson, Petrona Bernardina Cordero, Rufina de Orma, Isabel Calvimontes de Agrelo, María de la Encarnación Andonaégui de Valdepares, Magdalena de Castro de Herrero y Ángela Castelli de Irgazábal, y con dos onzas de oro Carmen de la Quintanilla de Alvear.
El 26 de junio de 1812 el Triunvirato aceptó el donativo rindiendo "las más expresivas gracias á nombre de la patria". publicándose en la Gazeta de Buenos Ayres.

### Otros hechos
Sus cuatro hijos tuvieron directa relación con el proceso emancipador: Manuel Escalada, guerrero de la independencia, oficial del Regimiento de Granaderos a Caballo que alcanzaría el grado de general en el Ejército Argentino y sería ministro de guerra del Estado de Buenos Aires, Mariano Escalada, también oficial del Regimiento de Granaderos, que alcanzaría el grado de coronel, María de los Remedios de Escalada, esposa del libertador general José de San Martín, y María de las Nieves de Escalada, ambas consideradas también patricias de la nueva nación.
Tomasa de la Quintana murió en la ciudad de Buenos Aires en 1841. 
Una escuela de su ciudad natal lleva su nombre en homenaje a su apoyo a la Independencia Argentina.